# Diana Mordasini
Diana Mordasini (* in Saint-Louis, Senegal) ist eine Schriftstellerin und Journalistin. Sie studierte klassische Literatur an der Universität von Paris und arbeitete eine Zeit lang in der Modebranche. Später wurde sie Kolumnistin für einen in Mailand ansässigen Verlag. Sie lebt seit über 20 Jahren in der Schweiz.

## Werke
- Le Bottillon perdu Dakar: Les Nouvelles Editions Africaines du Sénégal, 1990. (101p.). ISBN 2-7236-0437-3 Novel.
- La cage aux déesses volume 1 : De fil en meurtres Paris: Société des écrivains, 2002 (440p.). ISBN 2-7480-0289-X Novel.
- La cage aux déesses volume 2 Les yeux d'Ilh'a Paris: Société des écrivains, 2002 (510p.). ISBN 2-7480-0290-3 Novel.